# Der Passfälscher
Der Passfälscher (internationaler englischsprachiger Titel The Forger) ist ein Filmdrama von Maggie Peren, das im Februar 2022 im Rahmen der Filmfestspiele in Berlin seine Premiere feierte und im Oktober 2022 in die deutschen Kinos kam. Es handelt sich um eine Filmbiografie über Cioma Schönhaus, der den Zweiten Weltkrieg überlebte, indem er unter anderem Pässe fälschte.

## Handlung
In Berlin im Jahr 1942. Seit seine Eltern in den Osten deportiert wurden, lebt Cioma Schönhaus alleine in der geräumigen Wohnung, bis zu dem Tag, an dem er seinen Freund Det bei sich aufnimmt. Der junge Schneider kommt gut bei den Frauen an, und dank seines Charmes und seines guten Kontakts zu Marktfrauen kann er Cioma und sich vieles ermöglichen, das man nicht für Geld bekommt. Cioma ist Jude, lässt sich aber dennoch weder von den Nationalsozialisten einschüchtern noch die Lebensfreude nehmen. Daher mischen sich er und Det regelmäßig unter die Menschen, da ihm die Öffentlichkeit als ein gutes Versteck erscheint. Mit der Identität von Marineoffizieren, die sie für sich selbst geschaffen haben, werfen sie sich mit erfundenen Namen und Geschichten aus dem Krieg in das Nachtleben der Stadt. An diesem Abend lernt Cioma Gerda kennen, die beiden werden ein Paar.
Cioma besuchte vor dem Krieg eine Grafikschule und arbeitet nun in einem Rüstungsbetrieb, weswegen er vom Dienst an der Front befreit ist. Eines Tages wird er von Anwalt Kaufmann beauftragt, Ausweispapiere für Menschen zu fälschen, die aus Deutschland flüchten wollen. Der gläubige Mann tut dies aus christlicher Nächstenliebe und bittet Cioma, immer eine Krawatte bei sich zu tragen, um sich damit aufhängen zu können, sollte die Gestapo bei ihm auftauchen. Kaufmann sammelt Originalpapiere in den Opferstöcken der Kirche seiner Gemeinde, solidarische Christen werfen sie dort ein. Für seine Arbeit erhält Cioma Lebensmittelmarken und macht sich mit Freude ans Werk. Tagsüber fälscht er nun Ausweise mit nur einem Pinsel, etwas Tinte und seiner ruhigen Hand und rettet vielen hierdurch das Leben.
Eines Tages versiegelt Kriminalbeamter Heiner die leerstehenden Zimmer seiner Eltern, um zu verhindern, dass die Möbelstücke, die nun Staatseigentum sind, verschwinden. Als er weg ist, entfernt Cioma das Siegel und bereitet für den Fall einer Kontrolle ein gefälschtes vor. Det lädt Marktfrauen ein, sich in der Wohnung nach Sachen umzuschauen, die sie von den beiden kaufen möchten. Die Verkaufsveranstaltung wird von Frau Peters gestört, der Witwe des ehemaligen Blockwarts aus dem Erdgeschoss, die genau weiß, was in allen Wohnungen im Haus geschieht. Sie macht Cioma den Vorschlag, die Sachen für ihn zu veräußern. Wenn dies abgeschlossen sei, müssen die beiden jungen Männer die Wohnung verlassen. Cioma kann dieses Angebot nicht ablehnen.
Auch wenn alle ihm sagen, er solle vorsichtig sein und die Öffentlichkeit meiden, fährt Cioma meist mit dem Bus, was Juden verboten ist. Nachdem Cioma und Kaufmann länger nicht mehr zusammengearbeitet haben, Cioma seine Arbeit in der Rüstungsfabrik wegen mehrmaligen Zuspätkommens verloren hat und nun keine Lebensmittelmarken mehr erhält, widmet er sich fortan ganz dem Fälschen von Pässen. In einem leer stehenden Lebensmittelladen richten sie eine Druckerei ein. Dort fälscht Cioma tagsüber gemeinsam mit dem 20 Jahre älteren Ludwig Lichtwitz Ausweise. Mit dem Geld, das Frau Peters für die Möbel seiner Eltern bekommen hat, leisten sich Det und Cioma eine kleine Wohnung. Cioma nennt sich nun Peter Schönhausen und spielt vor den neuen Nachbarn einen Mitarbeiter der Regierung, der an einem geheimen Projekt arbeitet. Seine Unverfrorenheit rettet ihn wiederholt aus brenzligen Situationen.
Doch seine Fälschungen und sein unerschrockenes Auftreten in der Öffentlichkeit bringen ihn auch immer wieder in Gefahr. Inzwischen ist den Behörden bekannt, dass er bereits über 300 Pässe angefertigt hat. Nachdem Det in einem Luxuslokal vor seinen Augen enttarnt und verhaftet wurde, will Cioma einen Wehrmachtsausweis für sich fälschen, braucht dafür aber eine echte Vorlage und überredet Frau Peters, ihm eine zu besorgen. Als er in seiner alten Wohnung bei der Arbeit ist, sucht dort ein Beamter nach ihm. Ein Bombenalarm verhindert Ciomas Entdeckung.

## Biografisches

Cioma Schönhaus im Jahr seiner Flucht in die Schweiz

Samson „Cioma“ Schönhaus wurde am 28. September 1922 in Berlin geboren. Ein paar Jahre zuvor waren seine Eltern Fanja und Boris Schönhaus aus Minsk eingewandert, um sich in Deutschland ein besseres Leben aufzubauen. Er wuchs im heutigen Berlin-Mitte auf. Ab 1926 lebte er mit seiner Familie für ein Jahr in einem Kibbuz/einer landwirtschaftlichen Kolonie in Haifa, im damaligen Palästina. Zurück in Berlin gründete sein Vater eine Mineralwasserfabrik, betrieb ab 1938 ein Geschäft in der Sophienstraße, und die Familie zählte sich einige Jahre lang zum soliden Mittelstand. Im Juni 1942 wurden seine Eltern deportiert und ermordet. Cioma Schönhaus selbst wurde wegen seiner Tätigkeit in der Rüstungsindustrie von der Deportation zurückgestellt.
Mit seiner Ausbildung als Graphiker an der privaten Hausdorfer Kunstgewerbeschule einige Jahre zuvor und seinem zeichnerischen Geschick gelang es ihm, Ausweise täuschend echt zu fälschen. Diese Dokumente ermöglichten es anderen Verfolgten, im Untergrund zu überleben. Er richtete sich in einem von Mittelsleuten gemieteten Laden in Berlin-Moabit, den er sich mit dem ebenfalls „illegal“ lebenden jüdischen Drucker Ludwig Lichtwitz und dem im Untergrund tätigen jüdischen Elektriker Werner Scharff teilte, seine Werkstatt ein. Ende September 1943 musste Schönhaus selbst mit einem gefälschten Wehrpass und einem fingierten Urlaubsschein aus Berlin fliehen. Bei Öhningen (Baden) gelang ihm einen Monat später die Flucht in die Schweiz, die sein Zuhause blieb bis zu seinem Tod im Jahr 2015. Auch Ludwig Lichtwitz überlebte den Krieg, wie man im Abspann des Films erfährt.

## Produktion

### Filmstab Besetzung und Dreharbeiten
Regie führte Maggie Peren, die auch das Drehbuch schrieb, nach der Vorlage der Biografie des echten Cioma Schönhaus, der sich während des Zweiten Weltkriegs unter anderem durch Passfälschung vor dem Zugriff der Gestapo retten konnte, worauf sich der Titel des Films bezieht. Sie hatte mehr als acht Jahre an dem Projekt gearbeitet. Bevor Schönhaus 2015 mit 92 Jahren starb, hatte er Interviews gegeben, die in den Dokumentarfilm Die Unsichtbaren – Wir wollen leben einflossen. Auch Peren konnte vor seinem Tod noch mit ihm sprechen.
Louis Hofmann spielt in der Hauptrolle Cioma Schönhaus, Jonathan Berlin seinen Freund Det und Luna Wedler seine Freundin Gerda. Nina Gummich spielt Frau Peters, die Witwe des ehemaligen Blockwarts des Hauses, in dem die Familie Schönhaus lebte. Yotam Ishay ist in der Rolle von Ludwig Lichtwitz zu sehen, der gemeinsam mit Cioma Dokumente fälscht. Marc Limpach stellt Herrn Kaufmann dar, der solche Fälschungen für seine Klienten in Auftrag gibt.
Die Dreharbeiten fanden von 18. Januar bis 2. März 2021 in Deutschland und Luxemburg statt. Als Kameramann fungierte Christian Stangassinger. Er studierte an der Hochschule für Fernsehen und Film in seiner Heimatstadt München. Im Jahr 2012 wurde er für seine Arbeit an dem Kurzfilm Silent River mit dem Deutschen Kamerapreis ausgezeichnet.

### Filmmusik und Veröffentlichung
Die Filmmusik komponierte Mario Grigorov, der in der Vergangenheit mit den Regisseuren Josef Rusnak und Lee Daniels zusammenarbeitete. Das Soundtrack-Album mit insgesamt 14 Musikstücken wurde am 13. Oktober 2022 von MovieScore Media als Download veröffentlicht.
Erste Vorstellungen des Films erfolgten ab dem 13. Februar 2022 bei den Filmfestspielen in Berlin. Im März 2022 wurde er beim Luxembourg City Film Festival gezeigt. Von Ende Mai bis Mitte Juni 2022 wurde er beim German Film Festival in Melbourne gezeigt. Ebenfalls im Juni 2022 wurde er beim Filmfest Emden-Norderney vorgestellt und nochmals im Rahmen von Berlinale Goes Open Air gezeigt. Anfang Juli 2022 wurde er beim Filmfestival im kroatischen Vukovar gezeigt. Im September 2022 sind Vorstellungen bei der Filmkunstmesse Leipzig geplant. Anfang Oktober 2022 wird er beim Vancouver International Film Festival gezeigt. Der Kinostart in Deutschland erfolgte am 13. Oktober 2022 und in Österreich am darauffolgenden Tag. Am 24. November 2022 kam der Film in die Kinos in der Deutschschweiz. Der Passfälscher wurde im Jahr 2023 zudem im Rahmen der SchulKinoWochen in Bayern vorgestellt. Kino Lorber will den Film auch in die US-Kinos bringen.

## Rezeption

### Kritiken
Doris Kuhn erklärt in ihrer Kritik in der Süddeutschen Zeitung, im Film gehe es darum zu zeigen, wie weit einen Mimikry bringt und wie viel man mit Chuzpe erreichen kann. Maggie Perens Film halte sich über weite Strecken ans Abenteuerliche und erzähle von zwei Jungs, die sich der Lebensgefahr nicht unterordnen wollen. Die Außenwelt, von der man gar nicht so viel sieht, liefere dagegen eine Atmosphäre, die der Lässigkeit von Cioma und Det diametral gegenübersteht. Mit ihr mache Peren die überall vorhandene Bedrohung spürbar, die Denunzianten, die Nazis, die den beiden stetig näher rücken. Letztlich, als Peren den Film zum Kern der Geschichte führt und Cioma Schönhaus in jenem Berliner Winter genug Pässe herstellt, um zahlreichen jüdischen Mitmenschen das Leben zu retten, wandele sich der Wagemut, der dem Film anfangs seine Leichtigkeit gibt, und verleihe ihm Gewicht.
Gaby Sikorski schreibt in ihrer Funktion als Filmkorrespondentin der Gilde deutscher Filmkunsttheater, dankenswerterweise verzichte Regisseurin Peren auf jede Form der Gewaltdarstellung, und teilweise erinnere der Film an ein Kammerspiel, wobei begleitet von leichten Klezmerklängen und Bildern in sanften Farben eine leicht klaustrophobische Stimmung erzeugt werde. Auch wenn der Krieg im Hintergrund bleibe, sei er ebenso wie die Verfolgung und Verschleppung der Juden allgegenwärtig, ohne dies ständig zu thematisieren.
Christian Schröder schreibt im Tagesspiegel, interessant sei Der Passfälscher, weil er die auftretenden Figuren nicht in Täter und Opfer, Helden und Versager einteilt. Schönhaus komme auch deshalb mit heiler Haut davon, weil er Hilfe von Menschen bekommt, bei denen er sie gar nicht erwartet hat, und ausgerechnet Frau Peters, eine systemkonforme, stets mit „Heil Hitler“ grüßende Blockwartswitwe, werde zu einer Art Rettungsengel.

### Einsatz im Unterricht

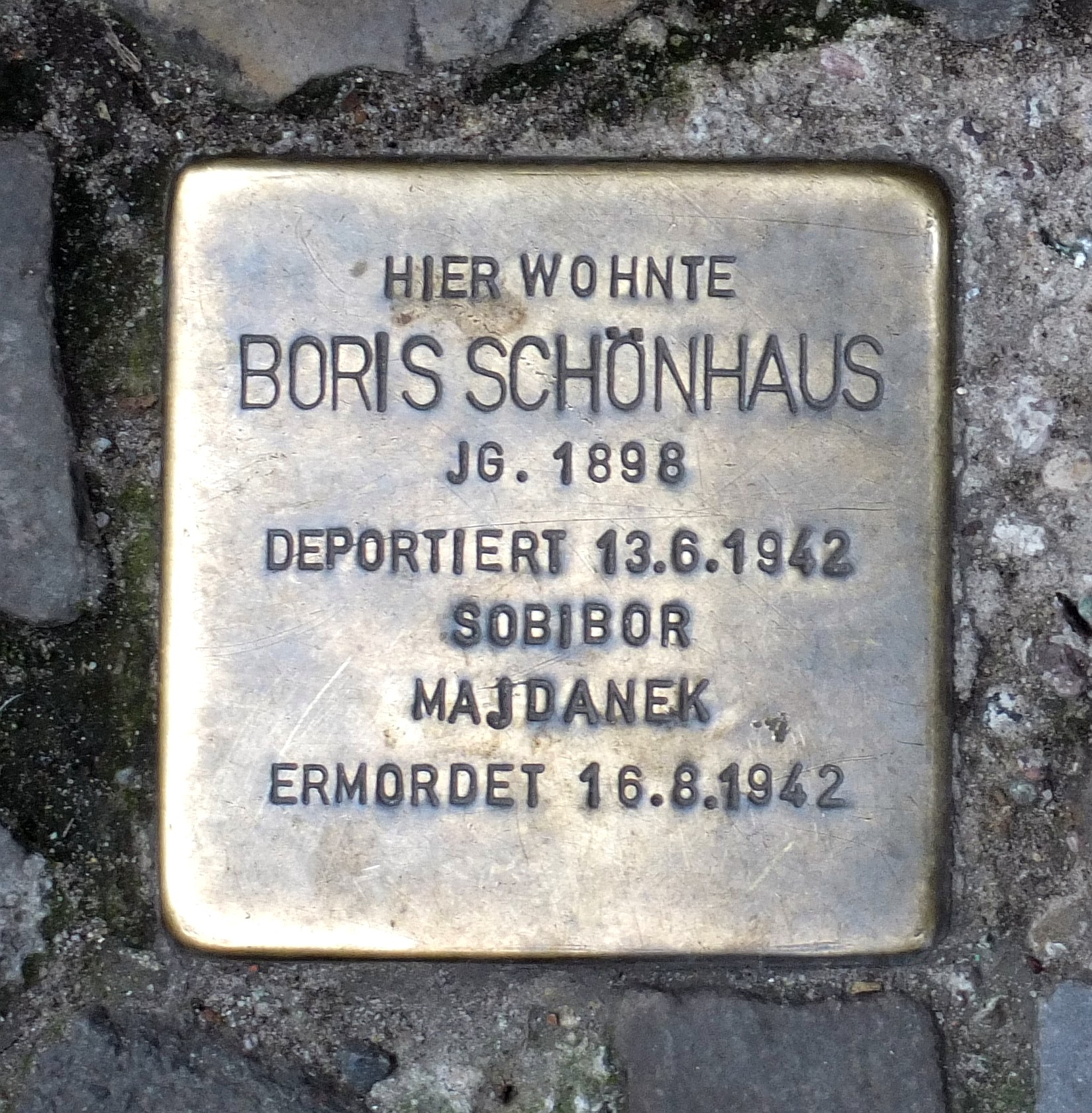
Der Stolperstein für Ciomas Vater Boris Schönhaus vor dem Wohnhaus der Familie in der Sophienstraße 32 in Berlin

Das Onlineportal kinofenster.de empfiehlt den Film ab der 9. Klasse für die Unterrichtsfächer Deutsch, Ethik, Geschichte, Sozialkunde/Gemeinschaftskunde und Kunst und bietet Materialien zum Film für den Unterricht. Dort schreibt Sarah Hoffmann, im Anschluss an die Filmsichtung könne diskutiert werden, ob der Film das Schicksal der sechs Millionen ermordeten Juden und Jüdinnen trivialisiert, wozu zunächst die Situation der jüdischen Bevölkerung im Deutschen Reich nach 1933 und besonders seit der Wannsee-Konferenz 1941 erarbeitet werden sollte. Über eine Figurenanalyse könnten sich die Schüler an die Filmfigur Cioma annähern. Im Ethik- und Sozialkundeunterricht könne hieran ein Gespräch über Opportunismus und Egoismus anschließen, grundsätzlich negative Eigenschaften, die es aber Cioma, ebenso wie seiner Vermieterin Frau Peters ermöglichten, am Leben zu bleiben.
Rudolf Worschech von epd Film erklärt hierzu, Maggie Peren, die nach Napola – Elite für den Führer in ihrem Drehbuch zum zweiten Mal ein NS-Thema aufgriff, habe Der Passfälscher als Charakterstudie angelegt, und Ciomas Tolldreistigkeit korrespondiere auch mit einer emotionalen Kälte, wie er die Deportation seiner Eltern und Dets Verhaftung irgendwie hinnimmt. Natürlich sei sein Leben und Überleben ein Schelmenstück und ein Gegenstück zu den Bildern jüdischer Passivität, die man aus dem Kino kenne, doch hätte man sich da ein bisschen mehr Zuspitzung gewünscht, freue man sich doch über jeden, dem es gelingt, den Nazis ein Schnippchen zu schlagen, so Worschech.
Der Passfälscher wurde von der Jugend-Filmjury der Deutschen Film- und Medienbewertung ausgezeichnet, die empfiehlt, den Film in der Schule zu schauen. Man brauche zudem eine gewisse Toleranz gegenüber Filmen, die nicht actionreich und abenteuerlich sind, sondern auf andere Weise interessant und wichtig.

### Auszeichnungen
Der Passfälscher befand sich auf einer Mitte August 2022 von german films veröffentlichten Shortlist von Filmen, die von Deutschland als Beitrag für die Oscarverleihung 2023 in der Kategorie Bester Internationaler Film eingereicht wurden.
Filmfest Emden-Norderney 2022
- Nominierung für den Bernhard-Wicki-Preis[15]

Preis der deutschen Filmkritik 2022
- Nominierung als Bester Schauspieler (Louis Hofmann)[30]

Vukovar Film Festival 2022
- Nominierung für die Goldene Barge (Maggie Peren)[17]